# Pirotta
Pirotta is een historisch merk van motorfietsen.
De bedrijfsnaam was: Officine Meccaniche Gerolamo Pirotta, Gorgonzola, Milano.
Pirotta was een Italiaans merk dat van 1948 tot 1956 hulpmotoren, bromfietsen en lichte motorfietsen van 43- tot 158 cc bouwde. De 43cc-hulpmotor werd als "Pirottino" verkocht.